# イリス (列車)
イリス（ラテン語: Iris）は、ベルギー王国の首都ブリュッセルとスイス連邦バーゼル＝シュタット準州バーゼルを結ぶユーロシティ（EC）列車である。ベルギー国鉄、ルクセンブルク国鉄、フランス国鉄及びスイス連邦鉄道によって共同運行されている。

## 概要
1974年に運行を開始した。列車名の由来はツェンネ川流域に広く群生するキショウブ（黄菖蒲）で、1991年からブリュッセル首都圏地域を象徴する花となっている。
運行開始当初の列車種別は全車1等車のTEE（Trans Europ Express）であったが、1981年からインターシティとなり、1987年5月31日以降はユーロシティとなっている。2011年にジャン・モネが廃止されたことにより、イリスはヴォーバンとともにブリュッセルとスイスを毎日結ぶユーロシティ列車のひとつとなった。

## 歴史

### TEE

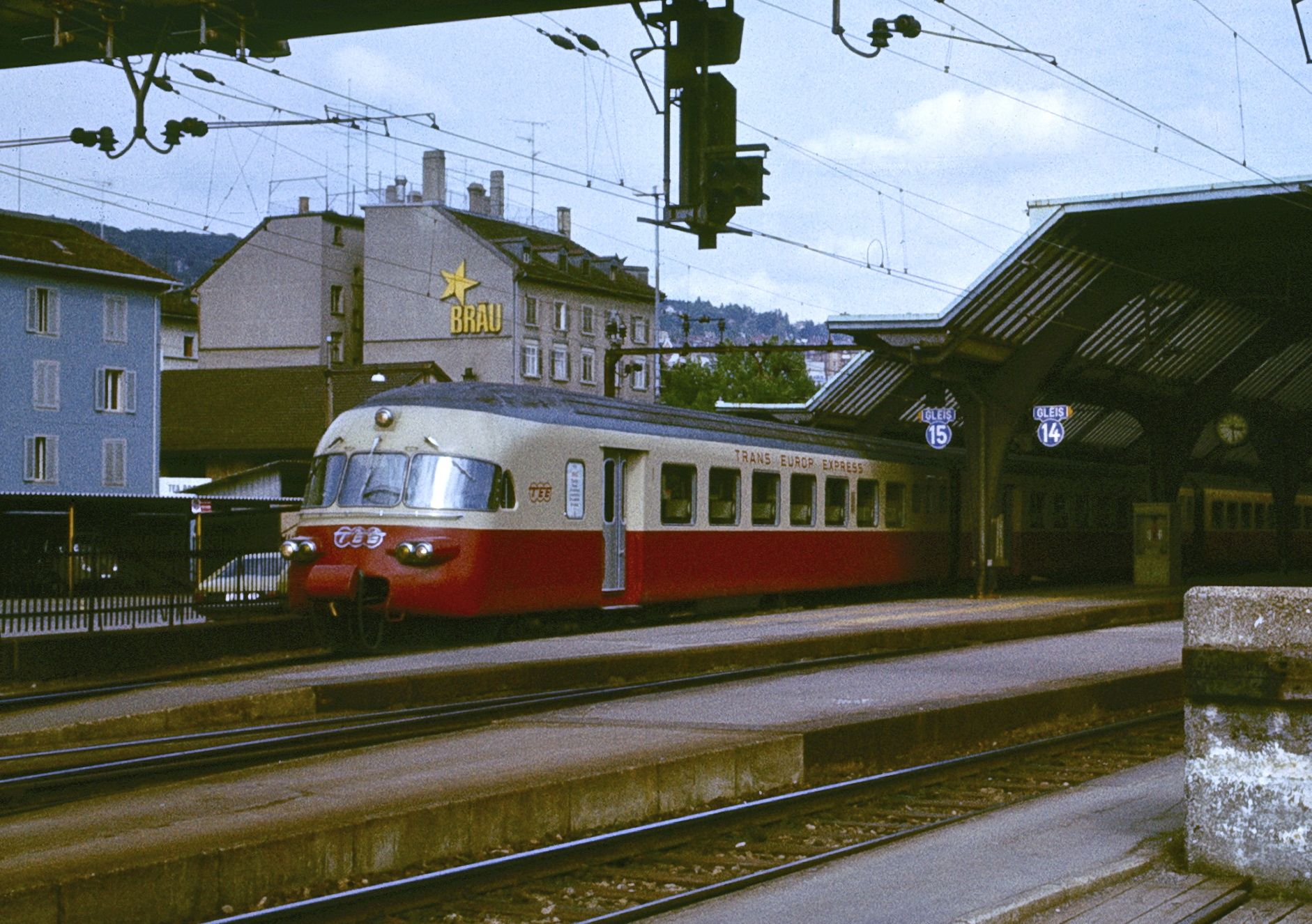
チューリッヒ中央駅を発車するイリス号（1979年）

イリスは、1974年5月26日にエーデルヴァイスとペアとなるTEEとして、ブリュッセル - チューリッヒ間で運行を開始した。これはヨーロッパの三大権力機構が存在するブリュッセル（欧州連合理事会）、ルクセンブルク（欧州司法裁判所）とストラスブール（欧州議会）を行き来する需要が高まったためで、朝にブリュッセルを発車し、午後チューリッヒから折り返すダイヤであった。
列車には、運行開始時の1974年5月から1981年5月までスイス国鉄RAe TEE II形電車が使用されていた。これはスイス連邦鉄道が1961年からTEEに投入していた電車で、4種類の電化方式に対応していた（直流1,500 V/3,000 V、交流25 kV 50 Hz/25 KV 16⅔ Hz）。車輛は固定編成で、動力車は編成中ほどの4号車に設けられた動力集中式列車であった。運転最高速度は時速160 kmで、車体にはスイスの軽量型客車（Leichtstahlwagen）の設計が採用された。イリスの運転開始当初、車両はエーデルヴァイス、ゴッタルドとの共通運用であった。
| TEE91    | TEE91    | 停車駅                         | TEE92    | TEE92    |
| 運行距離 | 時刻     | 停車駅                         | 時刻     | 運行距離 |
| -------- | -------- | ------------------------------ | -------- | -------- |
| 0        | 7：01発  | ブリュッセル南                 | 22：34着 | 683      |
| 5        | 7：11発  | ブリュッセル北                 | 22：28着 | 678      |
| 12       | 7：19発  | ブリュッセル＝リュクサンブール | 22：20着 | 671      |
| 68       | 7：50発  | ナミュール                     | 21：50発 | 616      |
| 206      | 9：05発  | アルロン                       | 20：35発 | 478      |
| 233      | 9：29発  | ルクセンブルク                 | 20：14発 | 451      |
| 266      | 9：52発  | ティオンヴィル                 | 19：47発 | 418      |
| 296      | 10：13発 | メス＝ヴィル(英語版)           | 19：27発 | 388      |
| 455      | 11：32発 | ストラスブール                 | 18：07発 | 225      |
| 520      | 12：07発 | コルマール                     | 17：32発 | 164      |
| 561      | 12：30発 | ミュルーズ                     | 17：08発 | 123      |
| 595      | 12：54発 | バーゼル                       | 16：47発 | 88       |
| 683      | 13：54着 | チューリッヒ中央               | 15：37発 | 0        |

イリスの乗車率は想定した需要を大きく下回り、片道の旅客が50人に満たない日もあった。このため、他のTEE列車と共通の経済的な運用は全く不可能となり、ベルギー国鉄とフランス国鉄は、1974年、1975年のダイヤ改正時、すでに編成を5両への短縮する提案を行い、その直後にはイリスとエーデルヴァイスの廃止を呼びかけていたほどであった。その後2回のダイヤ改正実施後でも利用者の増加が見られなかったため、1976年のヨーロッパ時刻表会議で両列車の廃止が決定された。
1979年5月27日より、チューリヒ発列車の停車駅にアールガウ州バーデンが追加された。

### インターシティ
1981年5月30日より、イリスに初めて2等車が連結され、列車種別はインターシティへ降格となった。列車番号はIC394/395が使用され、使用車輌は電車からスイス連邦鉄道の客車Eurofima型客車に切り替えられている。

### ユーロシティ

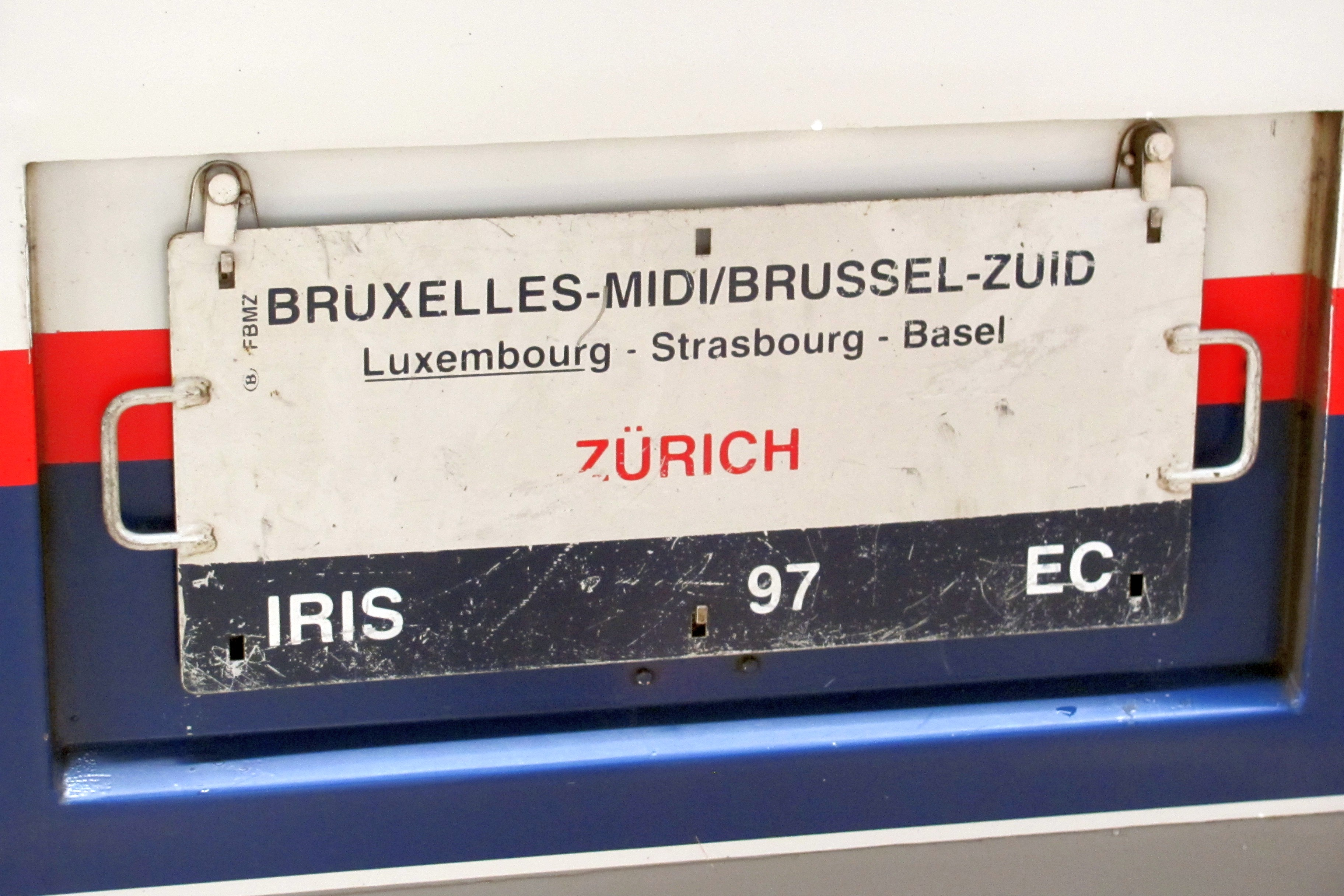
チューリッヒ中央駅行きイリスの行先票（2011年）

1987年5月31日のダイヤ改正でユーロシティが発足した。イリスは新設されたユーロシティに編入され、同時にスイス側起終点駅がグラウビュンデン州クールまで延長された。
ユーロシティ編入後、列車番号はEC94/95となったが、インターシティ時代と運行路線に変化はなかった。その後、列車番号はEC96/97に改められた。2013年12月にダイヤ改正が行われ、運行区間が往復ともブリュッセル - バーゼル間に短縮された。
2015年時点での使用車両はスイス国鉄所属の7両編成で、食堂車の連結は無かった。
2016年4月3日ダイヤ改正により、前日の4月2日にイリス及びヴォーバンの運行終了。

## 時刻表
以下に2014年夏季の時刻表を示す。なお、各国の間に時差はない。
| EC97 （バーゼル行き） | EC97 （バーゼル行き） | 停車駅                           | EC96 （ブリュッセル行き） | EC96 （ブリュッセル行き） |
| 運行距離              | 時刻                  | 停車駅                           | 時刻                      | 運行距離                  |
| --------------------- | --------------------- | -------------------------------- | ------------------------- | ------------------------- |
| 0                     | 13:09                 | ブリュッセル南                   | 22:51                     | 592                       |
| 2                     | 13:13                 | ブリュッセル中央                 | 22:47                     | 590                       |
| 4                     | 13:18                 | ブリュッセル北                   | 22:41                     | 588                       |
| 9                     | 13:27                 | ブリュッセル＝シューマン(英語版) | 22:33                     | 583                       |
| 10                    | 13:29                 | ブリュッセル＝リュクサンブール   | 22:29                     | 582                       |
| 68                    | 14:14                 | ナミュール                       | 21:48                     | 524                       |
| 155                   | 15:13                 | リブラモン                       | ↑                         | 437                       |
| 201                   | 15:42                 | アルロン                         | 20:20                     | 391                       |
| 229                   | 16:15                 | ルクセンブルク                   | 20:00                     | 363                       |
| 263                   | 16:36                 | ティオンヴィル                   | 19:29                     | 329                       |
| 293                   | 16:57                 | メス＝ヴィル(英語版)             | 19:10                     | 299                       |
| 407                   | ↓                     | サヴェルヌ                       | 18:13                     | 185                       |
| 452                   | 18:19                 | ストラスブール                   | 17:50                     | 140                       |
| 495                   | 18:41                 | セレスタ                         | 17:19                     | 97                        |
| 517                   | 18:53                 | コルマール                       | 17:07                     | 75                        |
| 558                   | 19:16                 | ミュルーズ                       | 16:46                     | 34                        |
| 592                   | 19:38                 | バーゼルSNCF                     | 16:18                     | 0                         |

## 脚註
1. ↑  窪田 pp25-27
2. 1 2  Das Grosse TEE−Buch 40Jahre Trans-Europ-Express,Jörg Hajt,　P.100〜101
3. ↑  Cooks Continental Timetable June 21-July 11 1974　P.70
4. ↑  ThomasCooks International Timetable January 1980、ただし停車駅について参考したが、1979年5月27日という元来あった記事の信憑性は不明
5. ↑  『ヨーロッパ鉄道時刻表 日本語解説版 2014年夏号』p69, p248, pp232-233